# Shawn Larry
Shawn Larry (* 2. September 1991 in Bad Windsheim) ist ein deutscher Baseballspieler, der bei den Heidenheim Heideköpfen als Outfielder spielt. Er gehörte zum Deutschen Aufgebot der Europameisterschaften 2012 und 2016.

## Karriere

### Junioren
Larry nahm an den Europameisterschaften 2009 in Bonn teil.

### Aktive
Larry hatte 2009 seinen ersten Einsatz im Bundesliga-Kader der Heidenheim Heideköpfe. Er errang die erste Deutsche Meisterschaft mit den Heidenheim Heideköpfen 2009 sowie alle folgenden 2015, 2017, 2019, 2020 und 2021, 2023 ebenso wie 2019 den Sieg beim CEB Cup.
Mit der Nationalmannschaft nahm er an den Baseball-Europameisterschaften 2012 und 2016 teil.